# Agarászat
Az agarászat ősi vadászati mód. Az agarászat lényege, hogy a vadász zsákmányát agarakkal vagy agarak segítségével ejti el. Az agárral vadászó neve: agarász. Az agarászatnak számos formája ismert, sőt a solymászattal vegyesen, egymást kiegészítve is űzték ezt a vadászati módot. 

## A magyar agarászat
Magyarországon is alkalmazott vadászati módszer volt az agarászat. Írásos emlékeink javarészt a 19–20. századból valók. Ezek alapján megállapíthatjuk, hogy egyik virágkorát a kiegyezés utáni időben érte el, a dualizmus korában. A II. világháborút követően az agarászat gyakorlatilag megszűnt. Ezt leggyakrabban a mezőgazdaság belterjessé válásával indokolják. Valószínűbb azonban, hogy az új gazdasági-politikai berendezkedéssel egyidőben megszűnt az a réteg, amely tovább művelhette volna ezt az – ahogyan művelői korábban is nevezték – sportot. Méltán nevezhetjük annak, hiszen nem a nyúl elejtése volt a fő cél, hanem – ahogy akkor fogalmazták – a test és a lélek edzése, erősítése. Sajnos az agarászat megszűnésével kezdődött őshonos vadászkutyafajtánk, a magyar agár hanyatlása is.

### Lásd még
- magyar agár

## Jelentősége
Az agarászat fent említett virágkorában nem csak a vadászatról szólt. Ettől sokkal több volt: egyben volt lovassport, ahol alkalom nyílt lovas és ló tudásának, erejének megmérettetésére, de az agarászatok egyben társadalmi események is voltak, ahol a magyar nemesség (elsősorban a középnemesség vagy más szóval dzsentrik) megvitathatták mindennapi gondjaikat, politikai és gazdasági nézeteiket. Ne felejtsük el, hogy a dualizmus egy igen termékeny, sok tekintetben változást és átalakulást hozó időszak volt a magyar történelemben.  

## Az agarászat
Jelenleg Európában például Spanyolországban működő vadászati mód, ahol spanyol agárral (Galgo Espanol) vadásznak. Magyarországon jelenleg nem tiltott, de nem is engedélyezett vadászati mód, kizárólag magyar agarak teljesítményvizsgálatára van lehetőség.2016 márc 1.-től ismét engedélyezett vadászati mód.

## Külső hivatkozások
- Agár "derby" Szolnok környékén, 1908-ban és 1909-ben
- Pálinkás Sámuel: Agarászatról. Síkra illő agarász-vadászatra tapasztalásból vett észrevételek a' magyar nemes geniushoz illő lovaglást szerető urak' rövid mulatságokra; Trattner–Károlyi, Pest, 1832
- Csanády Jenő: Agarászat; Reich Ny., Nagyszalonta, 1900
- Kováts Zsolt: "Az agarak futásáról". A magyar agarászvadászat története; sajtó alá rend. Fekete Sándor György; Alapítvány a Magyar Állatorvos-tudományért, Budapest, 2001
- Lelbach Gyula: Volt egyszer egy Délvidék. Társas élet és agarászat a régi Bácskában; szerzői, Budapest, 2016
- Agarászat, mint a vadászati kultúra része és annak szerepe a XXI. században; összeáll. Szilágyi Csilla; Országos Agarász Egyesület, Mihályfa, 2017
- Krasznai Szomor Péter: Az agarászat; Országos Agarász Egyesület, Mihályfa, 2019
- Agarászat magyar agárral; szerk. Szilágyi Csilla; Országos Agarász Egyesület, Mihályfa, 2019
- Heissler Julianna Amália: Kutyás vadászati módok Magyarországon a kezdetektől a XX. századig; Országos Agarász Egyesület, Mihályfa, 2020
- Lelbach Gyula: A falkavadászat és az agarászat története Magyarországon; magánkiadás, Budapest, 2020
- Patay Géza: Emlékképek a nemzeti agarászat utolsó évszázadából; Ludovika Egyetemi, Budapest, 2021
- Vadászat magyar agárral; tan. Bernáth András et al.; Országos Agarász Egyesület, Mihályfa, 2021
- Hagyományos vadászati módok – agarászat. Agarászat magyar agárral; Országos Agarász Egyesület, Mihályfa, 2021